# Stelian Burcea
Sandu Stelian Burcea (nacido en Pitesti el 7 de octubre de 1983) es un jugador de rugby rumano que juega como segunda línea y octavo.
Burcea es un jugador y el capitán de RC Timişoara en el campeonato de rugby rumano. Ganó el campeonato nacional en 2011/12 y 2012/13. También es jugador y capitán para los București Wolves, un equipo hecho de los mejores jugadores del campeonato de rugby rumano que compite en la European Challenge Cup.
Ha jugado con la selección de rugby de Rumania desde 2006. Su debut se produjo en una derrota, 14-62 con Francia, en Bucarest, en un partido amistoso, el 17 de junio de 2006, cuando tenía 22 años de edad. Fue seleccionado para la Copa Mundial de Rugby de 2011, jugando dos partidos pero sin marcar. También ha sido seleccionado para la Copa Mundial de Rugby de 2015.